# Рахимов, Радий Миркасимович
Радий Миркасимович Рахимов (5 декабря 1952, Ташкент — 17 июня 2024, Волгоград) — советский и российский футбольный нападающий и тренер.

## Карьера
Воспитанник РСШИ Ташкент. Играл за молодёжную сборную Узбекской ССР и сборную РСФСР. Выступал в командах «Пахтакор» Ташкент, «Баррикады» / «Ротор» Волгоград, «Динамо» Ленинград, «Спартак» Москва, «Волгарь» Астрахань и «Судостроитель» Волгоград.
После завершения карьеры игрока был главным тренером команд «Горизонт» (Волгоград) и «Звезда» Городище.
Умер 17 июня 2024 года в Волгограде после продолжительной, тяжёлой болезни в возрасте 71 года.